# Nachman z Braclavi
Rabi Nachman (ben Simcha) z Braclavi (4. dubna 1772 Medžybiž – 4. říjnajul./ 16. října 1810greg. Umaň) byl ukrajinský rabín a zakladatel dynastie Braclavských chasidů. Jeho otec, rabi Simcha, byl synem rabiho Nachmana Horodenkera, význačné osobnosti raného chasidismu a předního žáka Ba'al Šem Tova, a jeho matka Fajge byla Ba'al Šem Tovovou vnučkou. Ve svém učení kladl důraz na soustředěnou soukromou modlitbu a meditaci v ústraní, kterou nazýval hitbodedut. Ačkoliv celý život pilně zapisoval plody svého studia Tóry, nedochovalo se téměř nic z toho. Veškeré své zápisy totiž spálil nebo nechal spálit. Z jeho pera se dochoval pouze útlý spisek s názvem Sefer ha-midot (Kniha ctností), jenž obsahuje tematicky uspořádané citace z Tóry a dalších pramenů. Nicméně za jeho stěžejní literární dílo je považován dvousvazkový Likutej Moharan (Výbor [z nauky] našeho učitele, rebe Nachmana). Jedná se o sbírku jeho kázání, kterou shromáždil a uspořádal jeho žák rabi Natan z Braclavi. Tentýž žák je rovněž autorem Nachmanovy biografie, jež je vydávána pod názvem Chajej Moharan (Život našeho učitele, rebe Nachmana), a také klíčové práce o braclavském myšlenkovém systému, v níž jsou vysvětleny, doplněny a rozvíjeny nejdůležitější představy a pojmy Nachmanova učení – práce vycházela průběžně v letech 1861–1890 a je známa pod názvem Likutej halachot (Výbor právních ustanovení).
Sám rabi Nachman byl ve své době nejspíše kontroverzní osobností, když se například prohlásil za Mesiáše nebo vyhlásil, že přijal nové zjevení Tóry včetně upravené verze Desatera.